# 谢世庆
谢世庆（1904年—1938年9月），字国恩，湖南醴陵人，中华民国陆军第18师104团副团长、代理团长，中央陆军步兵科毕业。
1937年，谢世庆时任陆军第18师107团2营营长，参加淞沪会战。11月初，日军进犯沪西，由青浦切断嘉昆公路，谢世庆以一个营的兵力击溃数倍之敌，让数万守军安全越过昆山。上海失守后，谢世庆又参加了南京战役，在南京外围宣城战斗中，谢世庆身先士卒，带头猛冲，以功升任第104团副团长。
1938年9月，谢世庆率部参加武汉会战，在富池口一带与日军激战七昼夜后殉国，全团官兵无一生还。